# Begonia angularis
Begonia angularis là một loài thực vật có hoa trong họ Thu hải đường. Loài này được Raddi mô tả khoa học đầu tiên năm 1820.

## Hình ảnh

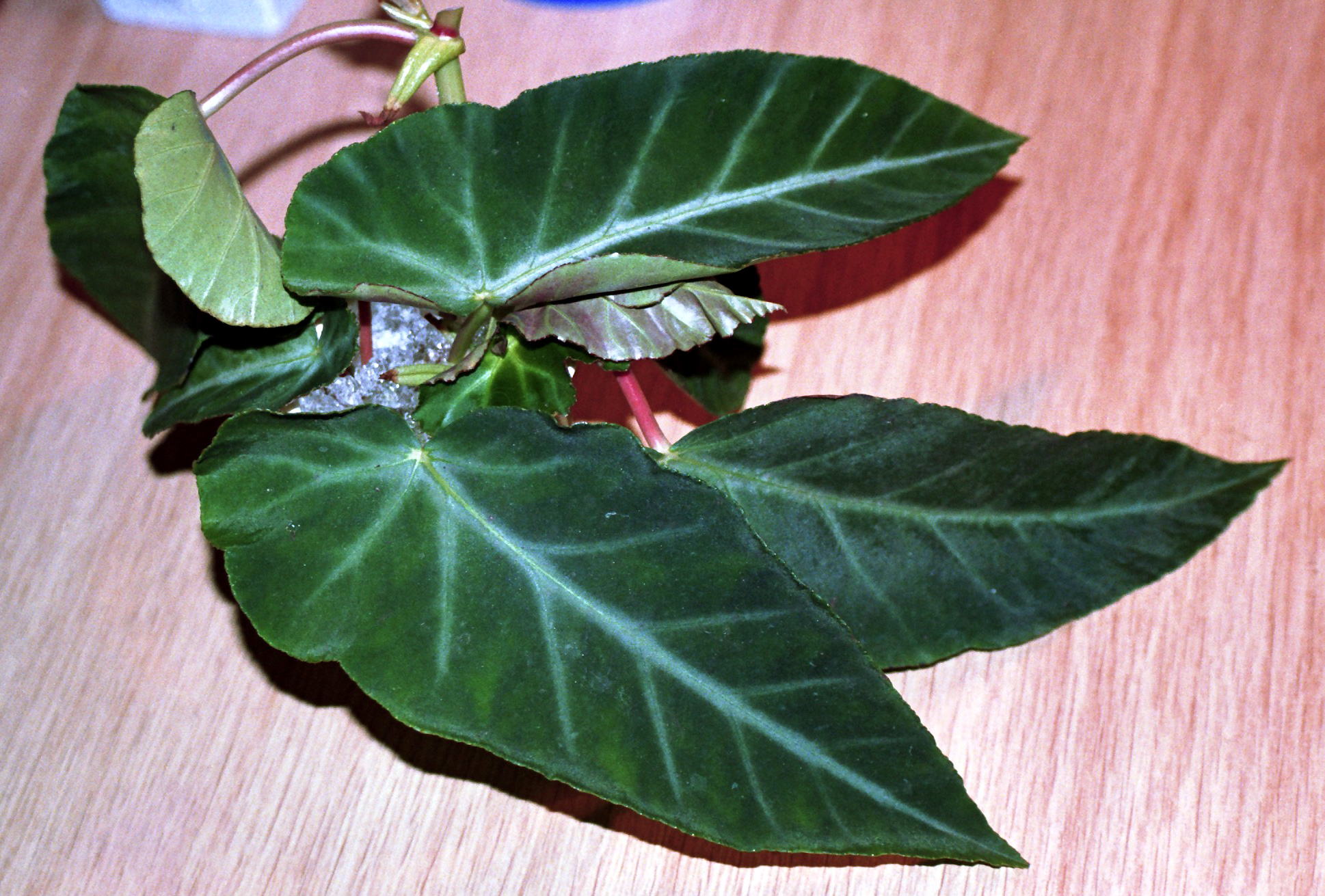